# Кременчугский автомобильный завод
Кременчу́гский автомоби́льный заво́д (КрАЗ) (укр. Кременчуцький автомобільний завод) — украинский производитель грузовых автомобилей гражданского и специального назначения и поставщик запасных частей к ним, а также прицепов и полуприцепов.
В настоящее время завод является собственностью Публичного акционерного общества «АвтоКрАЗ», которое было создано на его базе, и в свою очередь является индустриальным крылом финансово-промышленной группы «Финансы и кредит».

## История

### 1945—1958
После окончания Великой Отечественной войны, в мае 1945 года в Кременчуг приехала бригада специалистов Главмосстроя, чтобы определить площадку под строительство ведомственных объектов. После выполнения работ Народный комиссариат путей сообщения СССР издал приказ № 831/Ц от 31 августа 1945 года о строительстве в Кременчуге механического завода, завода мостовых конструкций и прокатной базы Главмостстроя (которые позже были объединены в одно предприятие — Кременчугский мостовой завод).
В 1946 году был заложен первый кирпич в фундамент мостового завода. В течение следующих 8 лет на заводе было изготовлено около 600 мостов общей длиной около 27 км, установленных на реках Днепр, Москве, Днестр, Волге, Даугаве и других.
Летом 1956 года Кременчугский мостовой завод был реорганизован в Кременчугский комбайновый завод и начал выпуск кукурузоуборочных комбайнов и других сельхозмашин. За два года своего существования он выпустил 14 061 кукурузоуборочный комбайн КУ-2А, 5285 свеклопогрузчиков, 4150 тележек для прорыва свеклы, 50 буртоукладчиков свеклы, 329 очистителей початков кукурузы, 874 дорожных катка и 24612 тракторных колёс.

### 1959—1991

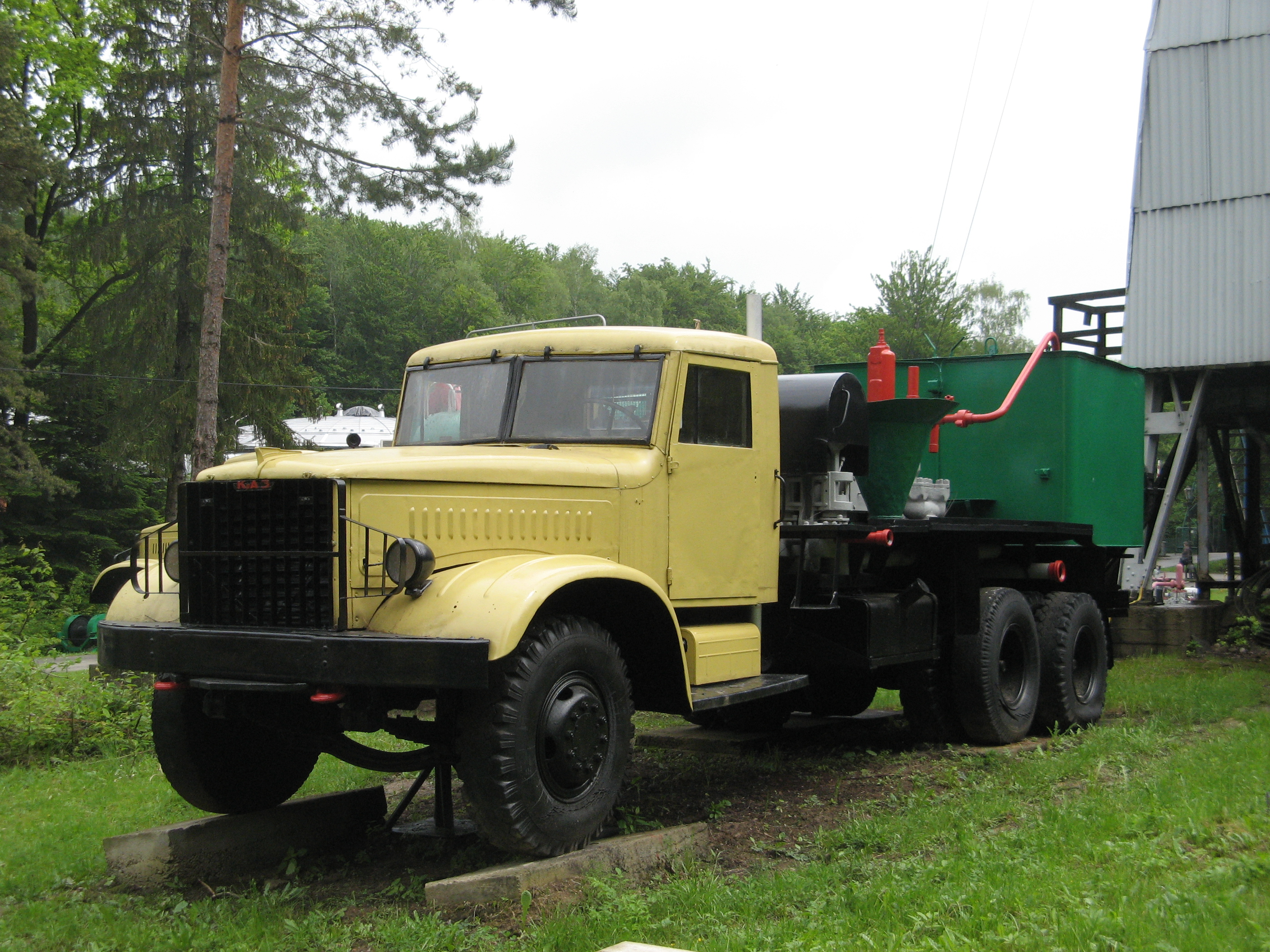
КрАЗ-219

17 апреля 1958 года Постановлением ЦК КПСС и Совета Министров СССР принято решение о создании завода по изготовлению большегрузных автомобилей на базе действовавшего в Кременчуге комбайнового завода. Для организации автомобильного производства на завод были направлены 318 специалистов с других автомобильных заводов СССР, ещё 130 работников завода были направлены для прохождения практики на автомобильные заводы и свыше двух тысяч рабочих прошли обучение на заводе. Производство тяжёлых грузовиков на основе ЯАЗ-210 было передано с Ярославского автомобильного завода.
В 1959 году началось изготовление узлов и деталей для автомобильной техники, в марте 1959 года завод начал изготавливать рамы.
10 апреля 1959 года было завершено изготовление первых двух самосвалов КрАЗ-222, к концу 1959 года завод освоил серийное производство КрАЗ-214, КрАЗ-219 и КрАЗ-222. Кроме того, к 7 ноября 1960 были изготовлены два опытных КрАЗ-214 с кузовом, опрокидывающимся на обе стороны.
В 1960 году директором завода стал И. М. Приходько, в 1960—1961 гг. одновременно с расширением производства была ускорена комплексная механизация и автоматизация производственных процессов (до августа 1961 года были установлены и введены в эксплуатацию 89 агрегатных станков, 62 автомата и 70 быстродействующих зажимных приспособлений).
В 1961 году завод поставил на экспорт более 500 автомобилей в 26 стран мира, среди которых Аргентина, Афганистан, Болгария, Китай, Индия, Вьетнам и другие.
В 1961—1964 гг. на заводе были внедрены свыше 80 передовых технологических процессов (в том числе, чистовая обработка деталей методом пластического деформирования и электрохимическая обработка металла). В 1962 году на заводе было создано конструкторское бюро СКБ-2 по проектированию техники военного назначения (в этом же году СКБ-2 были созданы бескапотный 8-тонный грузовик КрАЗ-253Б и унифицированный с ним седельный тягач КрАЗ-259Б, но они остались опытными образцами).
В 1963 году завод произвёл замену электрооборудования на выпускаемых автомашинах (12-вольтовое электрооборудование было заменено на 24-вольтовое).
В 1965 году завод начал производство бортового грузовика КрАЗ-257, в 1966 году — 12-тонного самосвала КрАЗ-256Б и модернизированного седельного тягача КрАЗ-258.

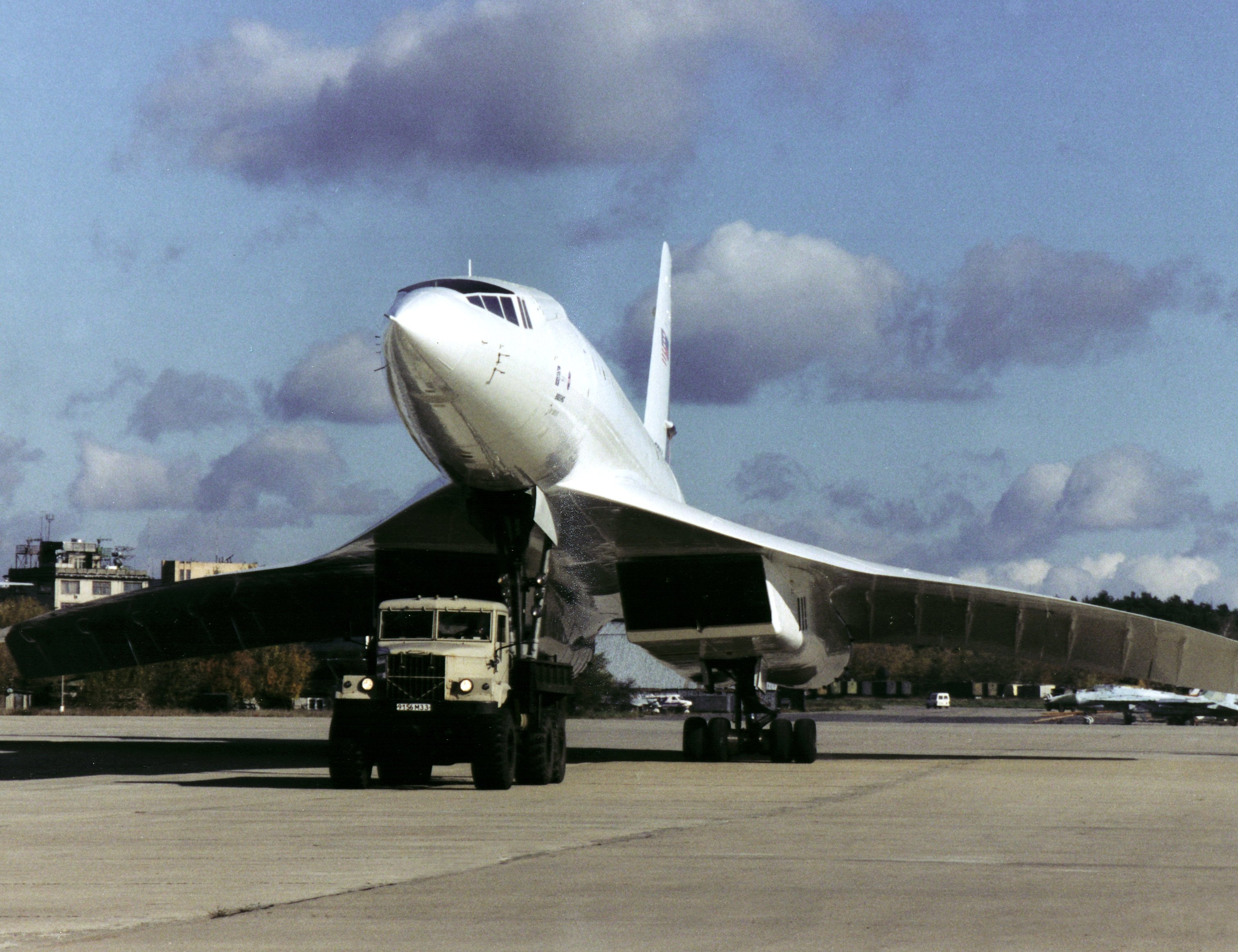
КрАЗ-255 — аэродромный тягач

30 декабря 1968 года завод выпустил 100-тысячный автомобиль. В 1970 году производственные мощности завода были увеличены: 7 января 1970 года в строй был введён новый цех площадью 21,5 тыс. м².
22 января 1971 года завод был награждён орденом Ленина (за досрочное выполнение 8-го пятилетнего плана и успешное освоение новых моделей грузовых автомобилей). В 1972 году завод выпускал массово-поточным способом шесть моделей грузовых автомашин (КрАЗ-255Б, КрАЗ-255В, КрАЗ-255Л, КрАЗ-256Б, КрАЗ-257Б, КрАЗ-258).
В середине 1970-х годов все выпускаемые заводом автомашины были дооборудованы новой двухпроводной тормозной системой.
В 1975 году на заводе было завершено внедрение комплексной системы управления качеством продукции, после чего ресурс выпускаемых автомашин увеличился.
15 января 1976 года приказом № 17 Министерства автомобильной промышленности СССР было создано производственное объединение «АвтоКрАЗ» (в состав которого вошли Кременчугский автозавод и ещё пять специализированных заводов).
11 мая 1976 года генеральным директором Кременчугского объединения по производству большегрузных автомобилей (АвтоКрАЗ) назначен М. Г. Погостинский.
В результате применения ЭВМ для расчётов конструкции выпускаемых автомашин, освоения новых технологий сварки металла и внедрения в производство прогрессивных методов к 1978 году был введён единый комплект каркаса кабины (на основе которого изготавливали все варианты их исполнения), сокращена номенклатура деталей выпускаемых автомашин (оставлены 12 вариантов исполнения рам вместо 36, одна промежуточная опора карданных валов вместо трёх, две реактивные штанги вместо шести, шесть исполнений раздаточных коробок вместо 36), повышена надёжность и долговечность ряда ответственных деталей путём накатки рабочих поверхностей, введено шевингование цилиндрической пары шестерён редукторов моста, усилены кронштейны редукторов под реактивную штангу, шарниры равных угловых скоростей переднего ведущего моста, а вся номенклатура рам, подрамников, кабин, оперения и других узлов была переведена на окраску эмалями, сохраняющими свойства в условиях жаркого климата.
К началу 1978 года завод выпускал шесть моделей грузовиков в 28 модификациях, автомашины КрАЗ использовались на всей территории СССР и экспортировались в 57 стран мира.
В 1979 году был достигнут максимальный выпуск автомобилей на одного рабочего — 1,66 штуки; этот показатель и в последующие годы остался наивысшим среди заводов автомобильной промышленности СССР, выпускавших большегрузные автомобили.
В 1980 году завод выпускал массово-поточным способом шесть моделей грузовых автомашин (КрАЗ-255Б, КрАЗ-255В, КрАЗ-255Л, КрАЗ-256Б, КрАЗ-257, КрАЗ-258). К концу года была изменена конструкция шестерен главной зубчатой пары ведущих мостов выпускаемых автомашин, что позволило повысить их прочность и увеличило среднее время до поломки зубьев. 14 декабря 1980 завод был награждён вьетнамским орденом Дружбы народов.
В 1981 году было проведено обновление производственных мощностей завода, установлены 5 автоматических и комплексно-механизированных линий (94 единицы автоматического и полуавтоматического оборудования). В 1982 году в производственные процессы на КрАЗ были внедрены конструкторско-технологические мероприятия (изменение конструкции рессор в связи с применением нового Т-образного профиля; использование для переднего бампера и пола платформы холодногнутых профилей вместо листового проката; замена для поперечин рамы углеродистой стали на низколегированную), позволившие снизить расход металла в производстве автомашин.
27 апреля 1984 года завод выпустил 500-тысячный автомобиль. В 1985 году в конструкцию выпускаемых автомашин внесли улучшения: была освоена новая конструкция осей балансирных подвесок, разработанная специалистами КрАЗ совместно с Днепропетровским металлургическим институтом (замена сплошной оси на ось, изготовленную из толстостенной стальной трубы позволила увеличить ресурс детали с 1,265 млн до 1,383 млн циклов нагружения), в конструкции платформ перешли от использования горячекатаного листа к использованию холодногнутых профилей (что позволило повысить прочность и жёсткость платформы, снизить массу платформы и уменьшить расход металла), для изготовления колёс рулевого управления вместо ацетобутиратцеллюлозного этрола стали использовать морозостойкий полипропилен «Сильпон-4».
В 1986 году автозавод выпустил 30 655 автомашин — наибольшее количество за годы существования. В 1988 году было выпущено 29 789 автомашин.
С 1989 года на выпускаемые заводом грузовики начали устанавливать усовершенствованные рулевые тяги, имевшие увеличенную надёжность при меньшей материалоёмкости и габаритах (вместо трубы 48х8 стали ставить холоднодеформированную трубу 48х6 из стали «35»).
К началу 1990 года Днепропетровский металлургический институт разработал для выпускаемых заводом автомашин новый профиль рессоры. Также, в 1990 году на заводе начали использование лазеров для бездеформационного упрочнения шлицевых отверстий по разработанной НПО «НИИТавтопром» технологии.
В 1990 году завод выпустил 27 667, в 1991 году — 25 094 автомашины.

### 1991—2013 годы

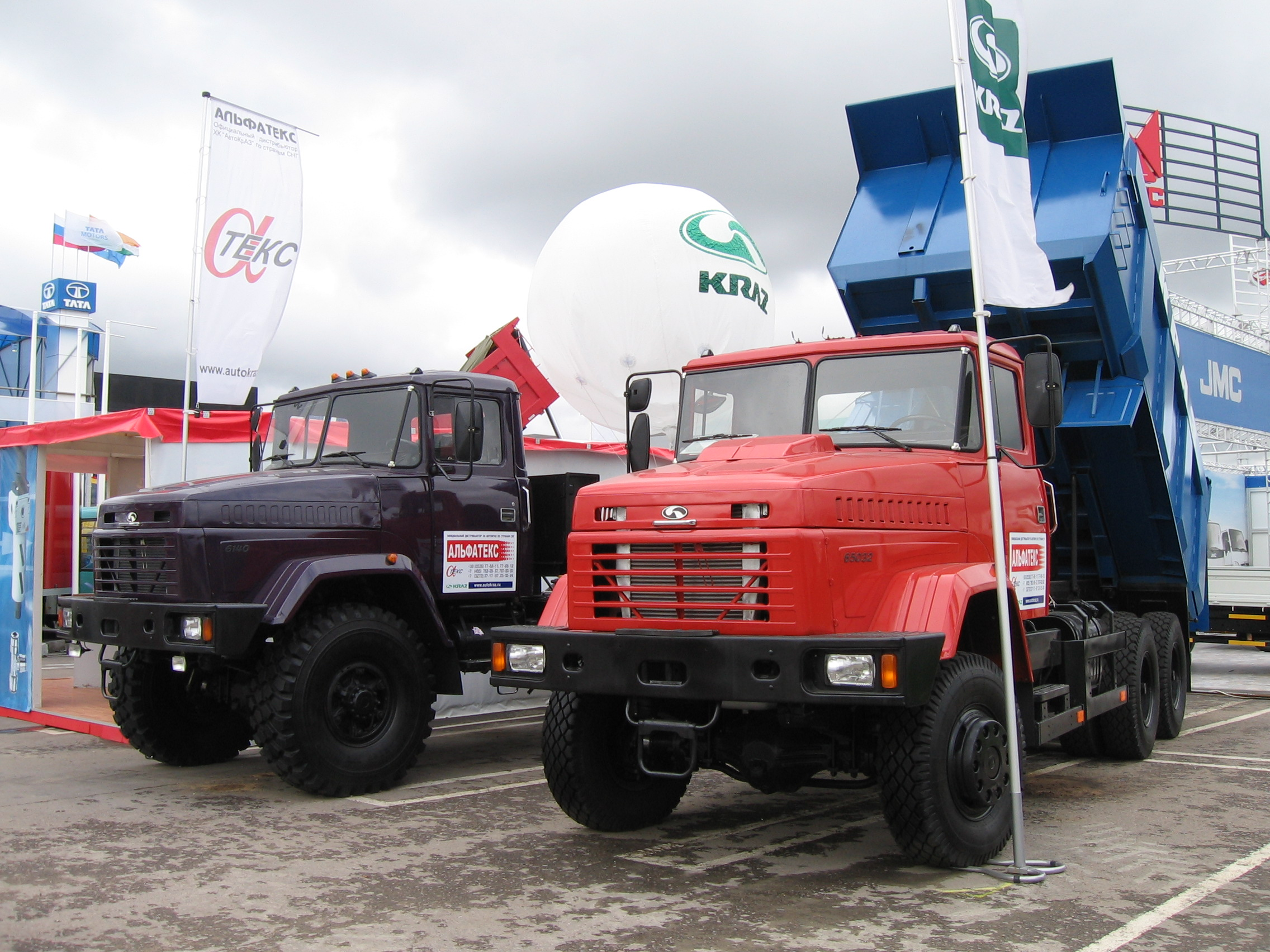
Грузовики КрАЗ MIMS 2006

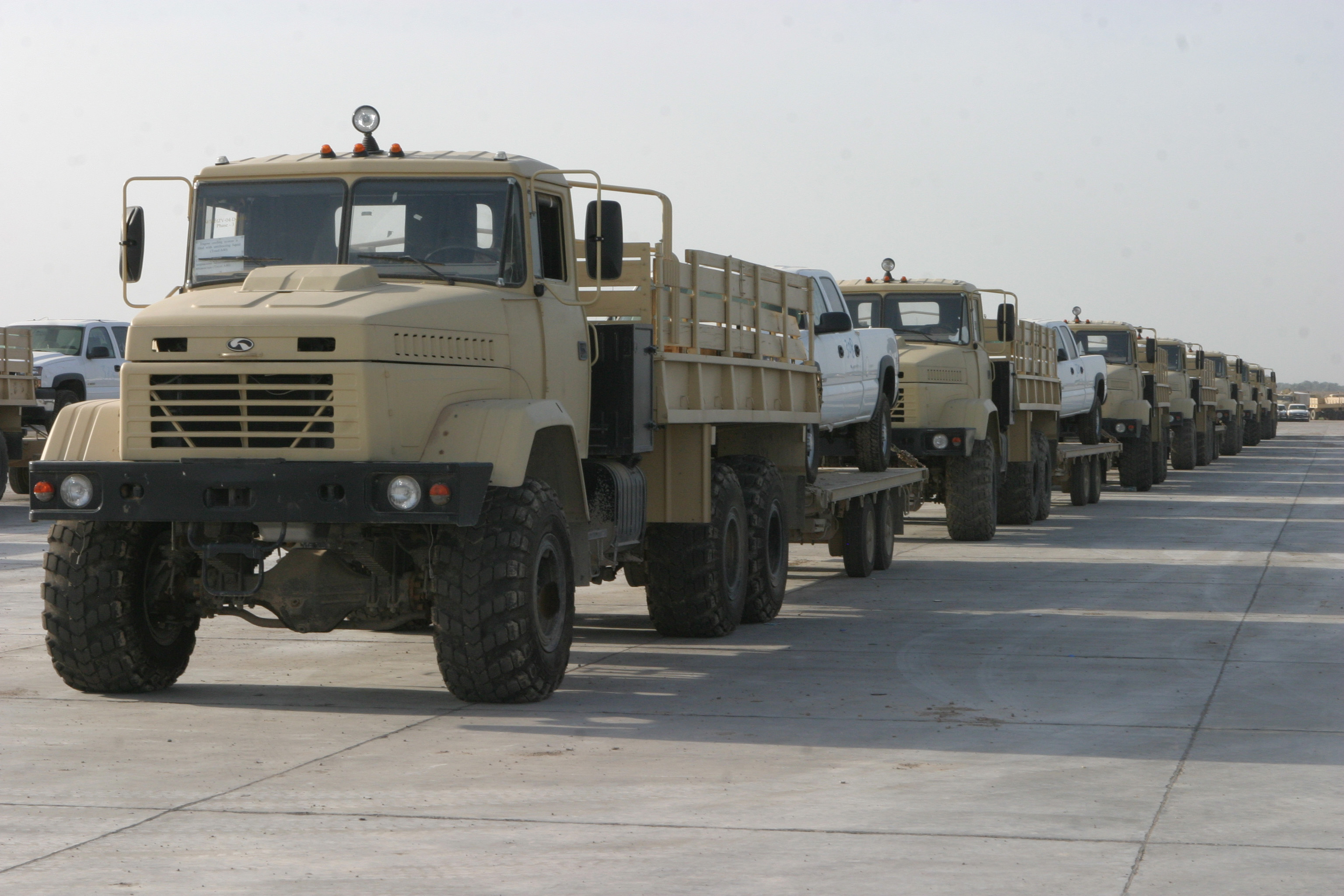
Бортовые грузовики КрАЗ-6322 в Ираке

1 апреля 1991 года на базе экспортного отдела завода была создана Внешнеторговая фирма «КрАЗ», одной из обязанностей которой была реклама продукции предприятия.
Одним из мероприятий по повышению известности КрАЗ стало участие в чемпионате по трак-рейсингу. Гоночный грузовик с танковым турбодизелем 5ТДФ, бортовым редуктором и механической 8-скоростной планетарной КПП был построен за 7 месяцев в сотрудничестве с конструкторами харьковского завода им. Малышева. В первом заезде водитель Александр Медведченко, один из лучших кольцевых гонщиков СССР, финишировал 7-м, пробившись в финал. Однако послефинишный осмотр выявил причину падения скорости в последней трети заезда: развалился уникальный, изготовленный всего в двух экземплярах подшипник ступицы заднего моста. Руководство компании посчитало такой результат неприемлемым и закрыло гоночный проект.
В 1992 году КрАЗ выпустил 23 383 грузовика и участвовал в гонках грузовой Формулы-1.
В марте 1993 года заводом был выпущен 750-тысячный автомобиль КрАЗ (всего в 1993 году завод выпустил 22 218 грузовиков). Также, в 1993 году руководством «АвтоКрАЗ» был создан коммерческий банк «Автокразбанк», а завод был отмечен международными наградами: Аркой Европейской международной Звезды и Европейским призом за качество.
В 1994 году Кременчугский автомобильный завод был зарегистрирован как открытое акционерное общество и выпустил 11 124 грузовика.
15 февраля 1996 года на автозаводе было создано совместное украинско-итальянское предприятие «Iveco-КРАЗ».
В июне 1996 была зарегистрирована холдинговая компания «АвтоКрАЗ».
В 1996 году завод выпустил 1919 грузовиков.
1 апреля 1997 года Кабинет министров Украины выделил ХК «АвтоКрАЗ» 4 млн гривен на развитие производства грузовых автомобилей.
В 1998 году завод выпустил 950 грузовиков. В начале апреля 1999 года была начата приватизация предприятия (контрольный пакет акций в размере 25,01882 % уставного фонда был продан менее чем за 70 млн долларов США зарегистрированной в ФРГ фирме «Megamotors»).
За 1999 год завод выпустил 827 автомобилей.
16 ноября 2000 года, после того, как акционером ХК «АвтоКрАЗ» стало совместное украинско-немецкое предприятие «Мега-Моторс», ХК «АвтоКрАЗ» объявила о выходе из состава акционеров ранее созданного совместного предприятия «Iveco-КРАЗ». За 2000 год «АвтоКрАЗ» выпустил 1428 автомобилей и закончил год с убытками в размере 32,9 млн гривен.
В 2001 году, после приобретения 36,37 % акций ХК «АвтоКрАЗ», владельцем контрольного пакета из 87,3 % акций стало предприятие «Мега-Моторс». За 2001 год завод выпустил 2012 автомобилей.
В конце 2002 года в составе холдинга был образован Торговый Дом ХК «АвтоКрАЗ», задачей которого является организация продаж продукции завода на Украине и в странах СНГ. В 2003 году было открыто сборочное производство во Вьетнаме.
В июне 2004 года «АвтоКрАЗ» заключил контракт на поставку для иракской армии более 2400 грузовиков КрАЗ-6322 различных модификаций. Вместе с транспортными грузовиками и топливозаправщиками в рамках контракта предусматривалась поставка не менее 250 ремонтных мастерских для обслуживания основного парка армейских машин, в результате были разработаны и поставлены в Ирак ремонтно-эвакуационные машины КрАЗ-6322-056 «Мастер».
В 2004 году на заводе была введена система управления качеством международного стандарта ISO 9001:2000. В сентябре 2004 года КрАЗ открыл автосборочное предприятие в России на базе тюменского завода ОАО «Гром» (производителя оборудования для нефтедобывающей промышленности и геологоразведки). 23 декабря 2004 года завод был исключён из перечня предприятий, имеющих стратегическое значение для экономики и безопасности Украины. За 2004 год КрАЗ выпустил 2244 автомобиля и машинокомплектов.
В июне 2005 года «АвтоКрАЗ» совместно с компанией «Богдан-спецавтотехника» (входящей в корпорацию «Богдан») разработал и начал серийное производство вахтовых автобусов КрАЗ-6133КЕ для перевозки пассажиров.
В январе — сентябре 2005 года КрАЗ выпустил 2641 автомобиль. Около 1400 из выпущенных в 2005 году грузовиков были поставлены для иракской армии по итогам государственного тендера Минобороны США.
27 января 2006 года на главном конвейере завода был собран 800-тысяный автомобиль КрАЗ — седельный тягач КрАЗ-6446, который 19 февраля 2006 года был подарен президенту Туркменистана С. А. Ниязову.
В октябре 2006 года, по результатам рейтинга «ТОП-100. Самые динамичные компании», обнародованного издательством «Экономика», ХК «АвтоКрАЗ» по приросту чистого дохода заняла первое место среди 100 компаний Украины, показывающих наилучшие темпы экономического развития.
Армейские грузовики КрАЗ различных типов были приняты на вооружение Грузии, поставки начались в феврале 2005 года. В феврале были также подписаны контракты на поставку автомобилей КрАЗ в Грузию и Армению, к 26 мая 2007 года их было не менее 120.
5 июня 2008 года министр обороны Украины Ю. И. Ехануров на пресс-конференции в Тбилиси назвал объёмы поставки в Грузию армейских грузовиков КрАЗ: всего за годы независимости было продано 400 машин, из них 150 — с начала 2008 года (1 марта 2009 года депутат от компартии Украины Игорь Алексеев сообщил, что в Грузию было поставлено 250 автомобилей «КрАЗ»). По меньшей мере 5 грузовиков КрАЗ-6510 были захвачены и ещё несколько КрАЗ 6322 были уничтожены в ходе войны в Грузии.
В марте 2012 года Грузия представила реактивную систему залпового огня ZCRS-122 на шасси КрАЗ-6322 с бронированной кабиной.
В 2006 году на вооружение Украины был принят КрАЗ-6322, в марте 2008 года министерству обороны передали первые 15 грузовиков (всего до конца 2008 года в вооружённые силы передали 103 автомашины КрАЗ: 87 шт. КрАЗ-6322 и 16 самосвалов КрАЗ-6510). В 2007 году правительство Украины закупило для армии 50 грузовиков КрАЗ и уже в конце 2008 года было принято решение сделать автомобили КрАЗ основными в украинской армии. В 2007 году «АвтоКрАЗ» выпустил 4206 автомобилей (на 20,7 % больше, чем было выпущено в 2006 году и рекордное количество за 12 лет).
В октябре 2008 года министерство строительства Кубы и ХК «АвтоКрАЗ» создали совместное предприятие по ремонту и модернизации грузовиков КрАЗ (в это время на Кубе имелось несколько тысяч грузовиков КрАЗ, в основном изношенных и требующих ремонта самосвалов КрАЗ-256Б) и в январе 2009 года в городе Сьенфуэгос было открыто совместное украино-кубинское предприятие «КрАЗ-СОМЕК», мощность которого позволяет производить модернизацию до 200 автомашин КрАЗ в год. Первый модернизированный КрАЗ-256БМ1 был собран 31 января 2009 года, всего до 28 августа 2014 года предприятием было модернизировано более 300 автомашин КрАЗ. В 2008 году «АвтоКрАЗ» выпустил 3634 автомобиля.
В 2009 году завод разработал бескапотную кабину (которую установили на несколько моделей грузовиков, однако в дальнейшем было принято решение устанавливать на бескапотные КрАЗы импортные кабины: французские от Renault Kerax и китайские Shaanxi).
За 2009 год было выпущено 280 автомобилей из которых 50 единиц были проданы в Россию.
В 2010 году «АвтоКрАЗ» выпустил 1002 автомобиля, при этом 16 % выпущенных автомашин были проданы на внутреннем рынке, 50 % — поставлены в страны СНГ, а остальные 34 % — проданы в иные страны мира.
В мае 2011 года президент Украины В. Ф. Янукович подписал указ «О присуждении Государственных премий Украины в области науки и техники за 2010 год», в соответствии с которым работники ХК «АвтоКрАЗ» были отмечены Государственной премией в области науки и техники — «за весомый личный вклад в создание и развитие конструкции автомобилей КрАЗ специального назначения».
23 августа 2011 на вооружение вооружённых сил Украины были приняты две модификации грузовика повышенной проходимости КрАЗ-5233 — КрАЗ-5233ВЕ «Спецназ» и КрАЗ-5233НЕ (которые должны в перспективе заменить советские Урал-4320 и КамАЗ-4310).
В 2011 году «АвтоКрАЗ» выпустил 1071 автомобиль и сборочный комплект, продал 1263 единицы техники (из них, 71 % было поставлено в страны СНГ, 20 % — по Украине, 9 % — в другие страны мира).
В 2012 году «АвтоКрАЗ» выпустил 899 автомобилей (на 16 % меньше, чем в 2011 году), из них на территории Украины было продано 11 %, а остальные поставлены на экспорт (548 закупила Россия, 57 — Туркменистан, 38 — Казахстан, 18 — Грузия, 30 — Азербайджан). Также, в 2012 году в соответствии с требованиями Закона Украины «Об акционерных обществах», ОАО холдинговая компания «АвтоКрАЗ» была преобразована в публичное акционерное общество «АвтоКрАЗ»[уточнить].
В 2013 году «АвтоКрАЗ» выпустил 891 автомобиль, чистая прибыль составила 20 млн гривен.

### С 2014 года
В мае 2014 года представили демонстрационный образец нового шасси — КрАЗ-7634.

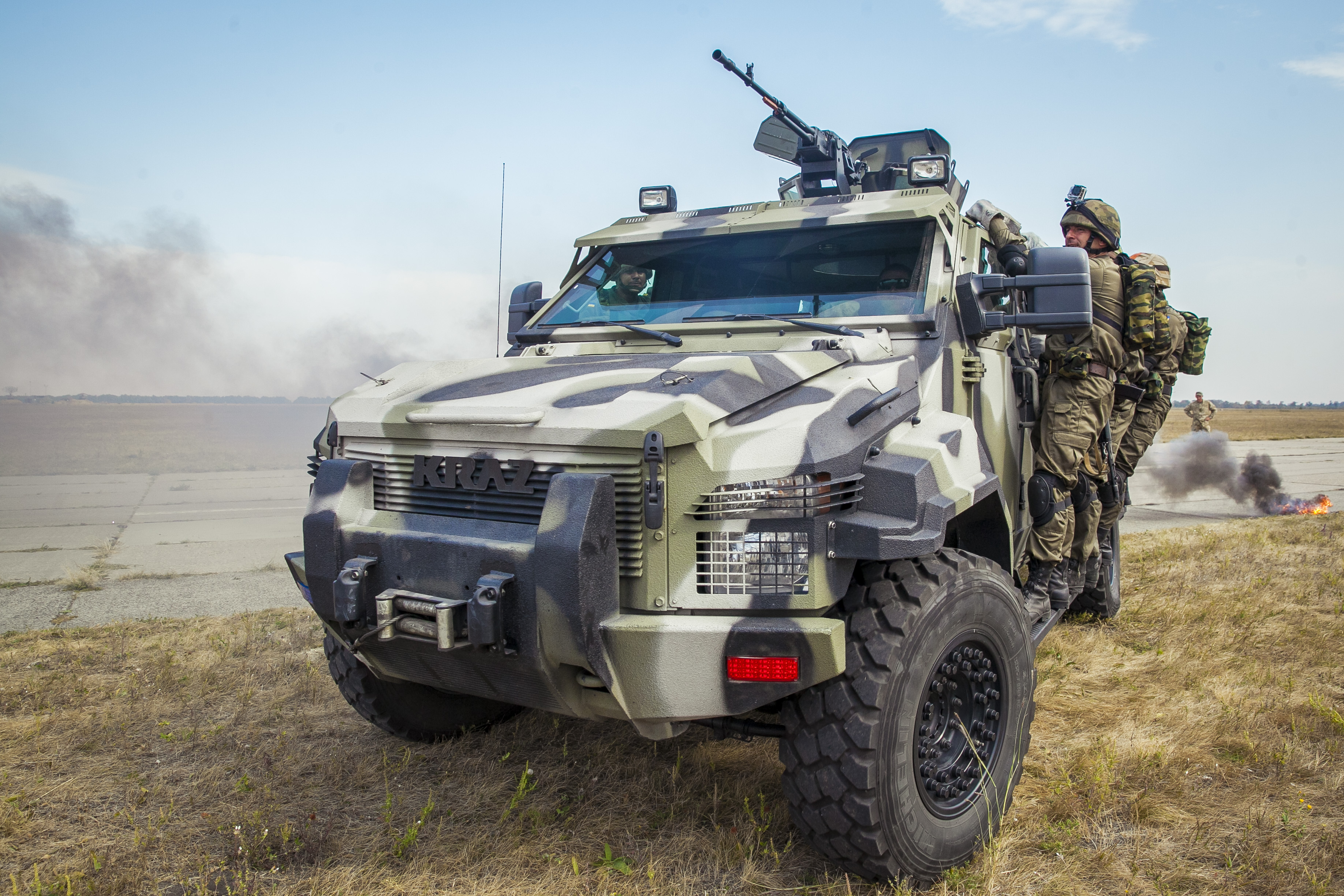
KrAZ Spartan

Летом 2014 года было заключено соглашение с канадской компанией Streit Group на лицензионное производство бронемашин Streit Group Cougar (на шасси Toyota Land Cruiser 79, под наименованием KrAZ Cougar) и KrAZ Spartan (на шасси Ford 550). 22 июля 2014 года первые бронемашины KrAZ Cougar и KrAZ Spartan были представлены в Кременчуге, а затем — переданы на вооружение 1-й оперативной бригады Национальной гвардии Украины. Кроме того, в июле 2014 года на вооружение Национальной гвардии Украины были переданы первые 5 грузовиков КрАЗ-5233.
29 июля 2014 Национальный банк Украины принял решение об отзыве лицензии и ликвидации коммерческого банка «Автокразбанк».
В сентябре 2014 года завод предложил для вооружённых сил Украины новую модель военного грузовика — КрАЗ В12.2МЕХ «Сержант», изготовленный с использованием импортных компонентов (кабины грузовика MAN F2000, которая производится по лицензии в Китае фирмой Shaanxi; коробки передач «Fast Gear» китайского производства и двигателя Сummins).
В декабре 2014 завод предложил для вооружённых сил Украины новую полевую кухню — КрАЗ-А061 \ Р2.
Всего в январе-октябре 2014 года «АвтоКрАЗ» выпустил 1110 автомобилей (на 53,3 % больше, чем за первые десять месяцев 2013 года). Как сообщается в пресс-релизе предприятия, в общем объёме произведенных предприятием машин доля бортовых автомобилей составила 40 %, спецтехники — 33 %, шасси — 26 %, седельных тягачей — 1 %, в ноябре 2014 было выпущено ещё 108 грузовиков, в декабре 2014 — ещё 168 грузовиков.
Генеральный директор «АвтоКрАЗ» Р. Е. Черняк 9 февраля 2015 сообщил, что по итогам 2014 года заказчикам на Украине поставили 46 % выпущенной продукции, а больше половины продукции было поставлено за рубеж. Основную часть поставок украинским заказчикам составляла техника для вооружённых сил и иных силовых структур (всего в 2014 году вооружённым силам Украины было поставлено 700 грузовиков, включая специальные машины: тягачи и заправщики). За 2014 год чистый убыток «АвтоКрАЗа» составил 148 млн гривен.
31 марта 2015 года объявили, что завод полностью отказался от использования всех комплектующих российского производства, включая двигатели.
В 2015 году «АвтоКРАЗ» выпустил 1401 автомобиль, 16 прицепов и 5 полуприцепов, при этом 40 % продукции было поставлено на экспорт. Также, в течение 2015 года на предприятие было принято 277 человек молодых работников, из них 87 выпускников профтехучилищ; средний возраст персонала составлял около 45 лет. В 2015 году чистый убыток «АвтоКрАЗа» составил 372 млн гривен (рост в 2,4 раза к предыдущему году).
В I полугодии 2016 года «АвтоКрАЗ» выпустил 405 грузовиков (падение на 32 % к I полугодию предыдущего года), 9 прицепов и 6 полуприцепов, в июле 2016 — ещё 75 грузовиков и 8 прицепов. Всего в 2016 году завод изготовил 800 машин.
В 2017 году завод произвёл 629 автомашин. При этом в декабре стало известно, что на выпускаемые заводом грузовики по-прежнему устанавливают двигатели ЯМЗ российского производства (рабочими завода были опубликованы фотографии двигателей 2017 года выпуска), что противоречило ранее сделанным заявлениям пресс-службы и руководства «АвтоКрАЗ» о том, что завод полностью отказался от использования всех комплектующих российского производства.
Летом 2018 года, в связи с невозвращением взятых в кредит денежных средств, «Ощадбанк» подал иск о банкротстве «АвтоКрАЗ», 11 октября 2018 года хозяйственный суд Киева открыл производство по делу о банкротстве. 1 ноября 2018 года Россия ввела санкции против «АвтоКрАЗ». По итогам 2018 года было реализовано 540 автомобилей; доход от реализации произведенной продукции — 976 млн грн. При этом доля внутреннего рынка в общем объеме продаж составила 93 %, в том числе военного сектора — 66 %, гражданского — 34 %. По автомобилям: бортовые грузовики составили 47 % продаж, шасси — 44 %, тягачи — 4 %, самосвалы — 5 %.

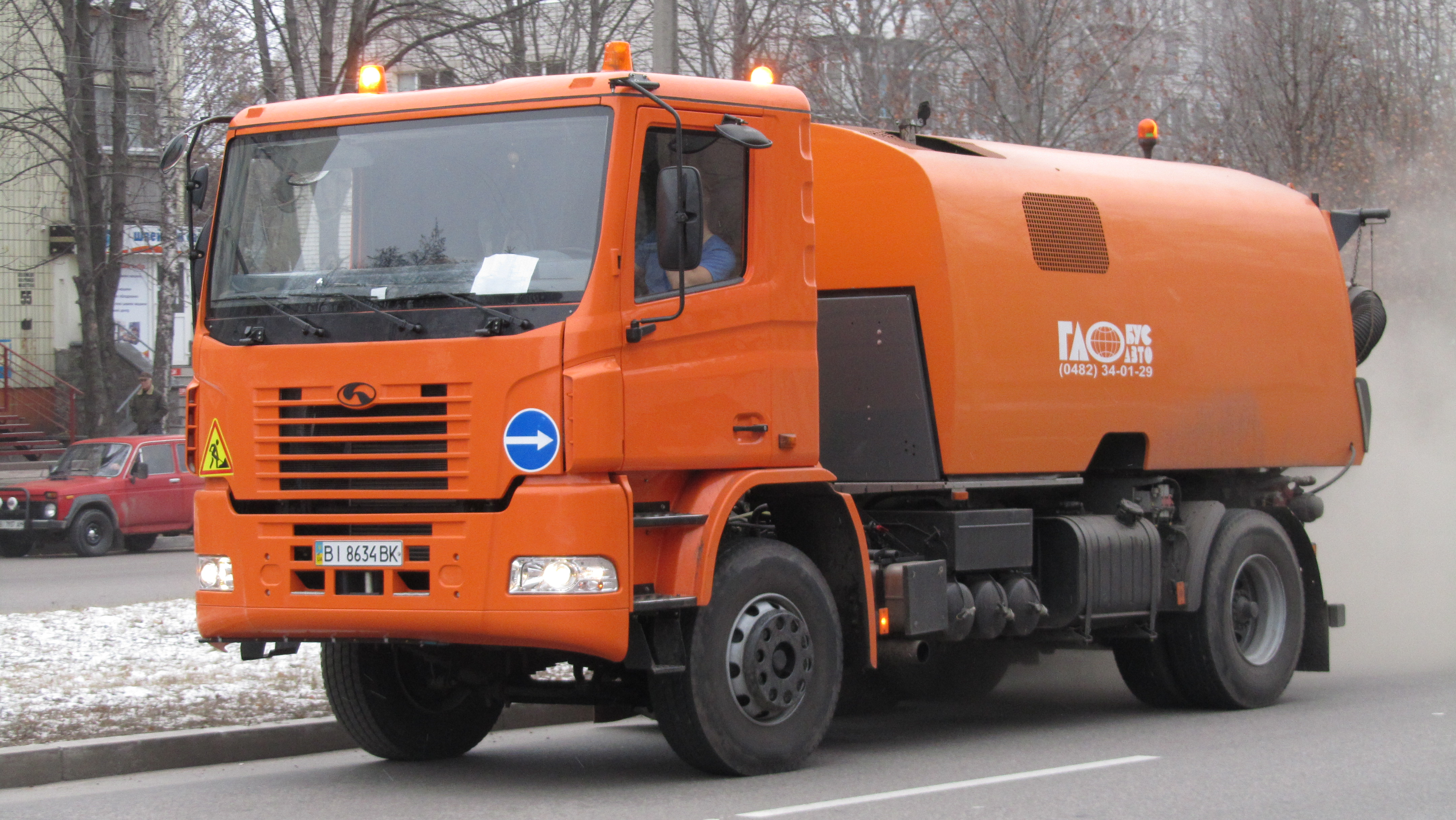
Вакуумная подметально-уборочная машина КрАЗ H12.2

В августе 2019 года в рамках иска «Ощадбанка» по банкротству АвтоКрАЗа суд ввел процедуру распоряжения имуществом должника и согласился реализовать контрольный пакет акций предприятия — 56 %. Осенью 2019 года Государственное бюро расследований Украины объявило Константина Жеваго в розыск, ему вменяют причастность к растрате 2,5 миллиарда гривен.
В 2019 году АвтоКрАЗ и компания Proforce Limited подписали соглашение о стратегическом партнерстве для совместного изготовления военных и гражданских грузовых автомобилей КрАЗ в Нигерии под брендом KRAZ-PROFORCE. В одну из африканских стран отправлена партия бронированных автомобилей КрАЗ-Шрек-М высокой проходимости.
В 2019 году приняты на вооружение ВСУ 33 единицы образцов новой военной техники и вооружения: РСЗО «Верба», станция контрбатарейной борьбы 1Л220УК «Зоопарк-3», комплекс автоматизированного управления огнем артиллерии «Оболонь-А», кран автомобильный КТА-25, экскаватор одноковшовый гидравлический ЭОВ-4421, седельный тягач КрАЗ-6510ТЕ, специальная аппаратная СА-РСО.
В 2019 году АО «Укргаздобыча», входящая в группу НАК «Нафтогаз Украины», получило партию автотопливозаправщиков АТЗ-10-63221 на шасси КрАЗ-63221; проходит государственные испытания экспериментальный образец автотопливозаправщиков АТЗ-6,5-5233 на автомобильном шасси КрАЗ-5233НЕ. Эта модель станет альтернативой 5-кубовым автотопливозаправщикам на базе Уралов.
В 2019 году Укравтодор получил 67 единиц комбинированных дорожных машин (КДМ) на базе самосвала КрАЗ-65055 с солеразбрасывающим оборудованием «SCHMIDT», предназначенных для круглогодичного содержания магистральных и городских автодорог с асфальтовым и цементобетонным покрытием. ДП «Киевский облавтодор» ГАК «Автомобильные дороги Украины» получили очередную партию комбинированных дорожных машин (КДМ) на базе самосвала КрАЗ-65055-05.
Более 20 автомобилей КрАЗ, среди которых спецтехника инженерного и военного назначения, пожарные машины, автокраны, экскаваторы были представлены на крупнейшей украинской выставке вооружения — «Оружие и Безопасность-2019». Также  2019 году Нацбанк Украины выпустил памятную монету номиналом 10 гривен с изображением автомобиля-вездехода «КрАЗ-6322» «Солдат», который стоит на вооружении ВСУ.
Во время своего визита на автомобильный завод КрАЗ 6 марта 2020 года, президент Украины В. Зеленский пообещал помочь КрАЗу с госзаказами и в обмен попросил передать Жеваго, чтобы тот «вышел на связь».
За 9 месяцев 2020 года продано только 29 автомобилей.
19 мая 2021 года компания «АвтоКрАЗ» заключила трёхлетний контракт на поставку большегрузной автомобильной техники «КрАЗ» и запасных частей для нужд Командования по организации подрядных работ Армии США (ACC). Автопарк составит техника с колесной формулой 4х4, включая бортовые и не бортовые автомобили, а также автоцистерны для транспортировки воды и топлива. Заказчиком выступила компания US21 Inc. (Фэрфакс, штат Вирджиния, США), которая регулярно осуществляет поставки для правительства, Министерства обороны и других государственных учреждений США.
В 2021 году КрАЗ реализовал на местном рынке первые за долгое время грузовые автомобили (три самосвала — КрАЗ-65032, КрАЗ-65055 и КрАЗ-5401).

## Статистика производства

### В 1986—2001 годах
| 1986  | 1987 | 1988  | 1989 | 1990  | 1991  | 1992  | 1993  | 1994  | 1995 | 1996 | 1997 | 1998 | 1999 | 2000 | 2001 |
| ----- | ---- | ----- | ---- | ----- | ----- | ----- | ----- | ----- | ---- | ---- | ---- | ---- | ---- | ---- | ---- |
| 30655 | ???  | 29789 | ???  | 27677 | 25094 | 23383 | 22218 | 11124 | ???  | 1919 | ???  | ???  | 827  | 1428 | 2012 |

### В 2002—2020 годах
| 2002  | 2003 | 2004 | 2005 | 2006 | 2007 | 2008 | 2009 | 2010 | 2011 | 2012 | 2013 | 2014 | 2015 | 2016 | 2017 | 2018 | 2019 (продажи) | 2020 (продажи, 9 мес) |
| ----- | ---- | ---- | ---- | ---- | ---- | ---- | ---- | ---- | ---- | ---- | ---- | ---- | ---- | ---- | ---- | ---- | -------------- | --------------------- |
| ~1300 | 897  | 2244 | 2641 | 3485 | 4206 | 3634 | 280  | 1002 | 1071 | 899  | 891  | 1386 | 1401 | 800  | 629  | 540  | 193            | 29                    |

## Модельный ряд
| Модель    | Года выпуска     |
| --------- | ---------------- |
| КрАЗ-214  | 1957—1967        |
| КрАЗ-219  | 1959—1963        |
| КрАЗ-257  | 1965—1995        |
| КрАЗ-256Б | 1966—1994        |
| КрАЗ-258  | 1966—1989        |
| КрАЗ-255Б | 1967—1993        |
| КрАЗ-255Л | 1969—1989        |
| КрАЗ-250  | 1978—1993        |
| КрАЗ-260  | 1979—1993        |
| КрАЗ-6443 | 1992—по наши дни |
| КрАЗ-6446 | 1994—по наши дни |
| КрАЗ-6510 | 1992—2008        |

## Известные сотрудники
- Заиченко, Сергей Никонович (1929—1998) — Герой Социалистического Труда СССР.
- Кипень, Василий Афанасьевич (1922—2001) — Герой Социалистического Труда СССР.
- Приходько, Иван Митрофанович (1910—1991) — Герой Социалистического Труда СССР; директор в 1960—1976 годах.